# Charo López
María del Rosario López Piñuelas (Salamanca, 28 de outubro de 1943) é uma atriz espanhola. Em 1998, ganhou o Prêmio Goya de melhor atriz coadjuvante pelo seu papel no filme Secretos del corazón.